# یورایکوچا
یورایکوچا (به اسپانیایی: Yurajcocha) یک دریاچه در پرو است که در Peru واقع شده‌است.